# Сипуха срібляста
Сипуха срібляста (Tyto multipunctata) — вид совоподібних птахів родини сипухових (Tytonidae).

## Поширення
Ендемік Австралії. Поширений на північному сході Квінсленду. Трапляється у тропічних вологих евкаліптових лісах.

## Опис
Сова завдовжки 32-38 см, вагою 450 г. Оперення темно-тріблястого кольору з білими плямами. Черево світліше. Лицьовий диск світло-сірого кольору.

## Спосіб життя
Живе у лісових регіонах. Вдень ховається між гіллям високих дерпв або у дуплах. Вночі полює на дрібних ссавців, плазунів, птахів та комах. Період розмноження не приурочений до певної пори року. Сови починають розмножуватися, коли є достатня кормова база. Гніздо обаштовує у великому дуплі. У кладці два яйця.